# Hysterocrates greshoffi
Hysterocrates greshoffi là một loài nhện trong họ Theraphosidae.
Loài này thuộc chi Hysterocrates. Hysterocrates greshoffi được Eugène Simon miêu tả năm 1891.